# 피엔알 (기업)
피엔알(PNR, POSCO-Nippon Steel RHF Joint Venture, Co. Ltd.)은 2008년 1월 신일본제철과의 제휴로 출범한 제철 부산물 재활용 전문 합작법인이다. 본사는 경상북도 포항시 남구 동해안로 6262 (동촌동)에 위치하고 있다.